# آماده، تنظیم، نرو
«آماده، تنظیم، نرو» تک‌آهنگی از هنرمند اهل ایالات متحده آمریکا بیلی ری سایروس به همراهی دخترش مایلی سایرس است.